# I'm Going Slightly Mad
„I'm Going Slightly Mad“ je píseň britské rockové skupiny Queen. Byla vydána v roce 1991 na posledním studiovém albu skupiny v původním složení Innuendo. Napsal ji zpěvák Freddie Mercury, ale autorství je připisováno celé skupině. Později píseň vyšla i jako singl. Mercury se při psaní textu inspiroval svými zdravotními obtížemi, kterými trpěl, jelikož byl v pokročilém stádiu nemoci AIDS. S textem mu ale pomáhal i Peter Straker.

## Videoklip
Videoklip stejně jako u ostatních videoklipů z alba Innuendo režíroval Rudi Dolezal a Hannes Rossacher z DoRo Production. Videoklip byl natočen v únoru 1991 v Limehouse Studios. V překladu název písně znamená Jsem lehce šílený což odpovídá videoklipu, kde je Mercury "šílenec". Toto video je poslední video od Queen, které obsahuje významný tvůrčí vstup od Mercuryho. V té době už byl značně nemocný AIDS a právě této nemoci podlehl o necelých 9 měsíců později. Měl na sobě vrstvu make-upu, aby se zakryly skvrny na tváři, které se mu tato nemoc způsobila a hodně oděvů, aby nebyl poznat jeho úbytek na váze. Videoklip byl ještě pro jistotu na přání Mercuryho natočen černobíle.

## Obsazení nástrojů
- Freddie Mercury – hlavní zpěv, doprovodné vokály, klávesy, klavír
- Brian May – elektrická kytara
- Roger Taylor – bicí, rumba koule, zvonkohra
- John Deacon – basová kytara

## Umístění v žebříčcích
| Žebříček              | Umístění |
| --------------------- | -------- |
| Belgian Singles Chart | 39       |
| Dutch Singles Chart   | 20       |
| German Singles Chart  | 42       |
| Irish Singles Chart   | 19       |
| UK Singles Chart      | 22       |